# Autostrada A4 (Portugalia)
Autostrada A4 (în portugheză Autoestrada A4) sau Transmontana (în portugheză Autoestrada Transmontana) este o autostradă portugheză, care leagă Matosinhos de Quintanilha, continuând până la granița cu Spania, conectând subregiunile Área Metropolitana do Porto, Tâmega e Sousa, Douro și Terras de Trás-os-Montes, aparținând Regiunii de Nord, cu o lungime totală de 222,8 km.
În Matosinhos, autostrada începe în estul orașului, având o intersecție cu A28, care se îndreaptă spre sud spre Porto și spre nord spre Viana do Castelo. În Custóias, autostrada face legătura cu VRI, care se îndreaptă spre nord, cu Aeroportul Francisco Sá Carneiro. În Águas Santas, autostrada are o intersecție cu A3, care se îndreaptă spre sud spre Porto și spre nord spre Braga și Valença. 
Continuând spre Valongo, autostrada are o intersecție cu A41, care se îndreaptă spre nord, spre Maia, și spre sud, spre Espinho. Trecând prin Penafiel, autostrada are o intersecție cu A11, care se îndreaptă spre nord, spre Guimarães și Esposende. După ce traversează tunelul Marão, cel mai mare tunel din Peninsula Iberică, și viaductul Corgo, unul dintre cele mai mari viaducte din Europa, autostrada ajunge la Vila Real, unde are o joncțiune cu A24, care se îndreaptă spre sud, spre Viseu, și spre nord, spre Chaves.
Autostrada corespunde vechiului IP4, iar primul tronson, fiind inaugurat ca autostradă, a fost în 1990, între Águas Santas și Valongo, cu o lungime de 10 km. Tronsoanele spre Penafiel au fost inaugurate ca autostradă în 1991, cu încă 17 km, și spre Amarante, în 1995, cu încă 22 km lungime. Secțiunea de la Águas Santas la Matosinhos a fost inaugurată în 2006, cu o lungime de 8 km. Porțiunile spre Vila Real au fost inaugurate între 2010 și 2016, cu o lungime de peste 30 km. Secțiunea spre Bragança a fost inaugurată între 2011 și 2013, cu alți 133 km. Legătura cu Spania a fost deschisă în 2009, cu încă 2 km lungime.
Ascendi și Brisa sunt concesionarii autostrăzii, cu un regim de taxare electronică în orașele Porto, Vila Real și Bragança, taxe convenționale între Porto și Amarante. Apoi, la Bragança, există câteva secțiuni gratuite. Prețurile actuale ale taxelor de drum pentru întreaga călătorie pe autostradă sunt de 8,15 € pentru clasa C1, 14,15 € pentru clasa C2, 18,05 € pentru clasa C3 și 20,10 € pentru clasa C4.
Autostrada face parte din drumul european 82.

## Istorie
Legătura dintre Vila Real și Amarante prin IP4, prima autostradă care traversează acest teritoriu, a fost finalizată în 1988. Până atunci, drumul principal care făcea legătura cu coasta era Drumul Național 15 (EN 15), care urca și cobora munții.
Dar, în ciuda îmbunătățirii accesibilității și a apropierii semnificative a zonei Porto și Trás-os-Montes, noul drum a intrat și în istoria acestei regiuni pentru numărul negru al accidentelor rutiere.
Cel mai negru an din istoria IP4 a fost în 2004, când 33 de oameni au murit pe toată lungimea sa, de la Amarante la Bragança.
În 2005, IP4 a făcut obiectul unei intervenții la nivelul podelei și semnalizării, iar pe axă au fost amplasate și marcaje de poziție pliabile, mici separatoare aplicate în zonele considerate cele mai periculoase de pe drum.
După această intervenție, rata accidentelor a scăzut considerabil.
În aproape 20 de ani, între 1996 și 2015, s-au înregistrat 1.273 de accidente cu victime pe tronsonul dintre Amarante și Vila Real. Aceste accidente au dus la 136 de decese, 200 de răniți grav și 1.807 răni minore.
După 7 ani de la începutul construcției, tunelul Marão a fost deschis traficului în mai 2016, iar legătura de autostradă dintre Porto și orașele Vila Real și Bragança a fost în sfârșit finalizată.